# Péter Tóth
Péter Gyula Tóth (ur. 12 lipca 1882 w Budapeszcie, zm. 28 lutego 1967 tamże) – węgierski szermierz, trzykrotny medalista olimpijski oraz wicemistrz świata.
Był oficerem Armii Austro-Węgier, a następnie Królestwa Węgier. 
Na olimpiadzie w Atenach w 1906 zdobył brąz w turnieju indywidualnym szablistów – 3 uderzenia, w którym wyprzedzili go tylko Niemiec Gustav Casmir i Holender George van Rossem. Zajął tam również czwarte miejsce w turnieju drużynowym. Podczas igrzysk olimpijskich w Londynie w 1908 razem z Oszkárem Gerde, Jenő Fuchsem, Lajosem Werknerem i Dezső Földesem zwyciężył w szabli drużynowej. W turnieju indywidualnym był piąty, w rundzie finałowej wygrywając trzy z siedmiu pojedynków. Na igrzyskach olimpijskich w Sztokholmie cztery lata później Węgrzy w składzie: Jenő Fuchs, Zoltán Schenker, Ervin Mészáros, Péter Tóth, László Berti, Lajos Werkner, Oszkár Gerde i Dezső Földes zdobyli złoto w szabli drużynowej. W turnieju indywidualnym był tym razem siódmy, wygrywając dwie z siedmiu walk finałowych. Brał też udział w igrzyskach olimpijskich w Amsterdamie w 1928 roku, gdzie razem z kolegami zajął piąte miejsce we florecie drużynowym.
Podczas mistrzostw świata w Wiedniu w 1931 roku (oficjalnie zawodu tego cyklu rozgrywane są pod tą nazwą dopiero od 1937) wywalczył srebrny medal we florecie drużynowym.
16-krotny mistrz Węgier: we florecie indywidualnym w latach 1907–1909, 1911, 1913, 1914, 1920 i 1921; florecie drużynowym w latach 1925, 1928 i 1934; szabli indywidualnej w 1910 i 1911 oraz w szabli drużynowej w latach 1912, 1922 i 1926.
Był członkiem założycielem Międzynarodowej Federacji Szermierczej.
Zginął w wypadku samochodowym.